# Szczury (województwo wielkopolskie)
Szczury – wieś w Polsce położona w województwie wielkopolskim, w powiecie ostrowskim, w gminie Ostrów Wielkopolski. Liczy ok. 500 mieszkańców.

## Położenie
Położone przy drodze krajowej nr 11 Bytom-Poznań-Kołobrzeg, w pobliżu linii kolejowej Ostrów Wielkopolski-Poznań, około 7 km na północ od siedziby powiatu (dojazd autobusami ostrowskiej komunikacji miejskiej).

## Historia
Szczury znane są od 1401 roku jako wieś prywatna, rycerska. Gniazdo rodowe Szczurskich herbu Korab, później jedna z siedzib rodu Lipskich. Miejscowość przynależała administracyjnie przed rokiem 1887 do powiatu odolanowskiego, w latach 1975-1998 do województwa kaliskiego, a w latach 1887–1975 i od 1999 do powiatu ostrowskiego.

## Zabytki
- kościół św. Michała Archanioła z 1762 roku, drewniany, konstrukcji zrębowej, oszalowany, wzmocniony lisicami, z dachami dwuspadowymi krytymi gontem, wnętrzami rokokowymi i barokowymi,
  - ołtarz z obrazem Matki Boskiej Szczurskiej,
  - belka tęczowa z późnobarokowymi rzeźbami z II połowy XVIII wieku,
  - barokowa kropielnica,
  - barokowy ludowy obraz św. Florian,
  - wieżyczka na sygnaturkę,
  - wolno stojąca dzwonnica z 1797 roku, drewniana, konstrukcji słupowej, oszalowana, kryta gontowym dachem namiotowym, została niestety zniszczona w roku 2004 przez samochód ciężarowy a odbudowana w 2008
    - dzwon z 1555 roku,
    - dzwon z 1752 roku,
- pałac Lipskich z lat 1923–1925, ob. szkoła (od 1948 roku),
  - pałacowy park krajobrazowy o powierzchni 9,9 ha.

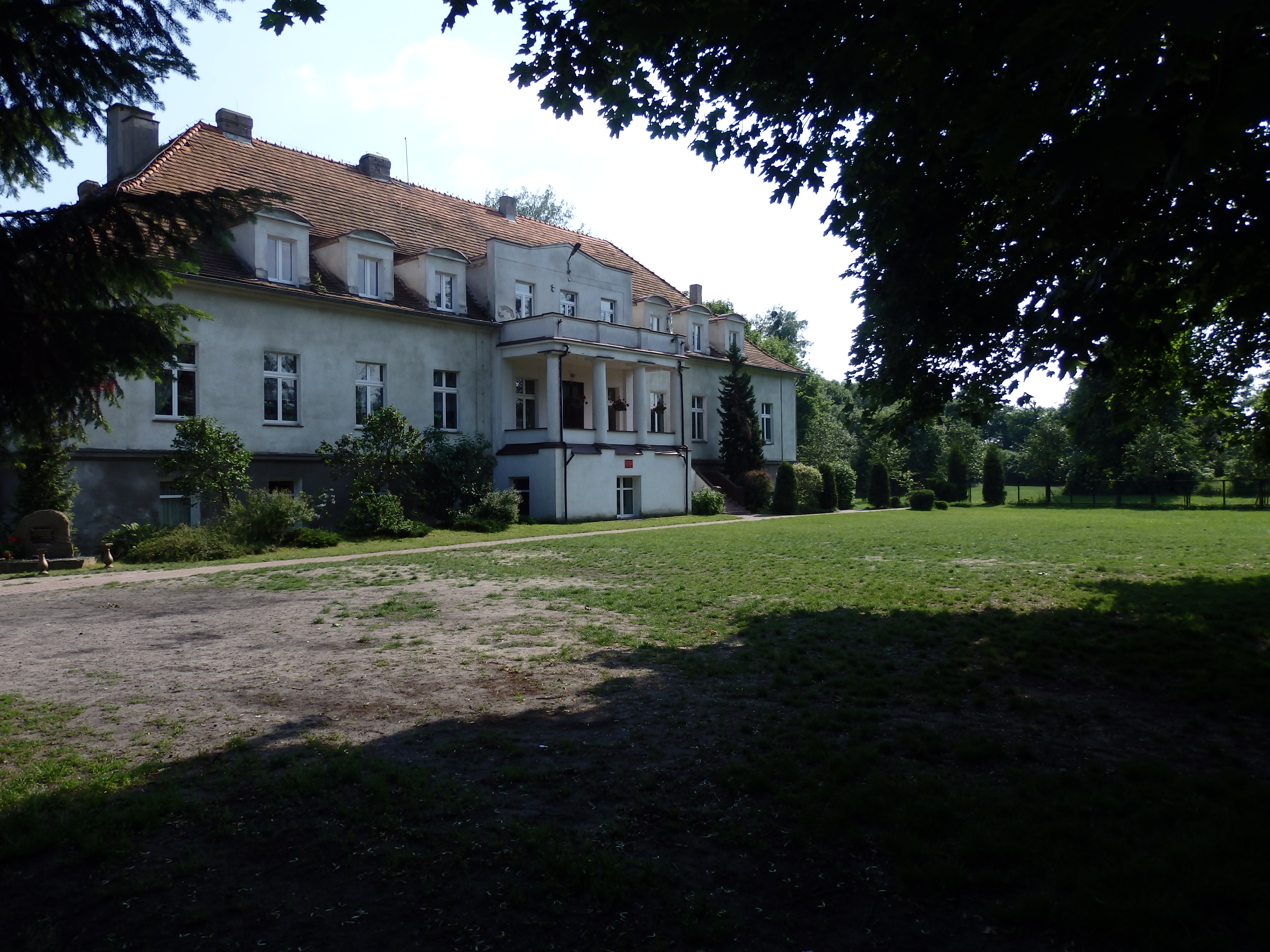
Pałac Lipskich
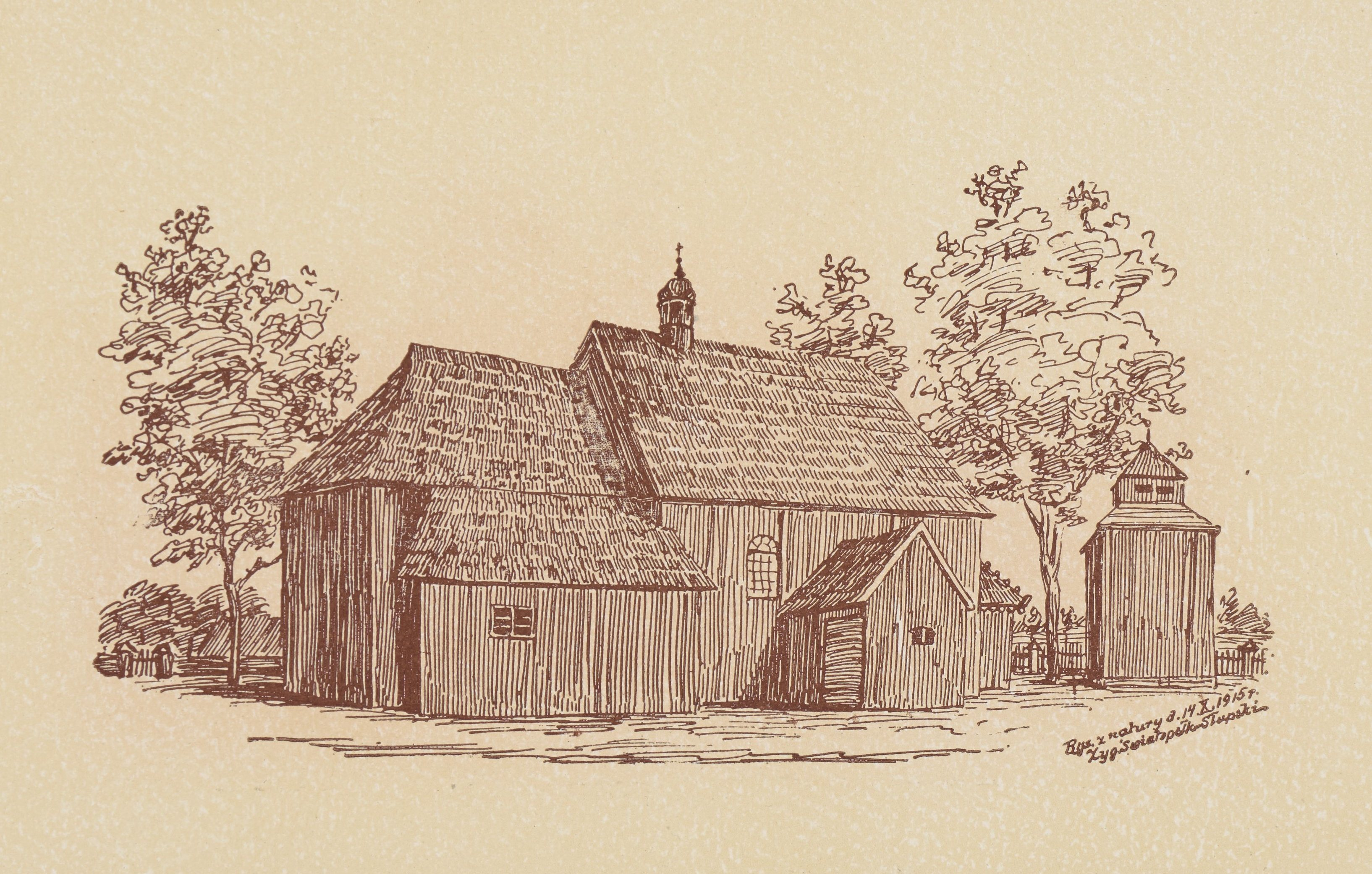
Widok kościoła przed 1917

## Przyroda
- park krajobrazowy pałacu Lipskich,
- Las Szczury z bazą leśną Aeroklubu Ostrowskiego.